# مايكو بوسبة (كرول)
مايكو بوسبة هو دُوَّار يقع بجماعة آيت ماجدن، إقليم أزيلال، جهة بني ملال خنيفرة في المملكة المغربية. ينتمي الدوّار لمشيخة كرول التي تضم 23 دوار. يقدر عدد سكانه بـ 525 نسمة حسب الإحصاء الرسمي للسكان والسكنى لسنة 2004.

## روابط خارجية
- البوابة الوطنية للجماعات الترابية نسخة محفوظة 12 مارس 2018 على موقع واي باك مشين.
- المندوبية السامية للتخطيط